# Ali bin al Hussein de Jordania
El príncipe Ali bin al Hussein (Amán, 23 de diciembre de 1975) es el tercer hijo de Huséin I de Jordania. El 6 de enero de 2011 fue elegido vicepresidente de FIFA por Asia.

## Biografía
Nació en 1975, siendo hijo del fallecido Rey Husein I de Jordania, así como medio hermano del actual Rey Abdullah II de Jordania y tío del Príncipe heredero Hussein bin Al Abdullah. Hermano de padre y madre de la princesa Haya Bint Al Husein.
Su madre fue Alia Toukan.
El príncipe Ali bin al Hussein hizo sus estudios primarios en el Colegio Educativo Islámico en Amán. Continuó sus estudios en el Reino Unido y los Estados Unidos, y se graduó de la escuela de Salisbury en Connecticut en 1993.
En 1999, el príncipe Ali fue elegido para coordinar la seguridad real por parte de su medio hermano hasta 2008, pasando a dirigir un centro nacional para seguridad y gestión de crisis. Igualmente, dirige un comité de cines en Jordania.
Es presidente de la Federación de Fútbol de Jordania, con la que llegó a los niveles más altos de la Confederación Asiática de Fútbol, teniendo apenas roles menores en la FIFA, ocupando una leve vicepresidencia. En 2015, se presentó como candidato para ser presidente de la FIFA. Días antes de la elección, Michael van Praag y Luís Figo retiraron su candidatura. En la elección del 29 de mayo, Joseph Blatter y el príncipe Alí rivalizaron. Pese a que Joseph Blatter perdió varios votos, salpicado de casos de corrupción, el Príncipe Ali renunció antes de la segunda vuelta y Blatter continuó como presidente de la FIFA, hasta que días después, el 2 de junio, que Blatter presentó su renuncia llamando a un congreso extraordinario. Hubo nuevas elecciones en la FIFA. Ali anunció en septiembre de 2015 que volvería a presentarse como canditato para presidente de la FIFA en las elecciones especiales de 2016. Ali terminó tercero en la primera y segunda ronda detrás de Gianni Infantino y Salman Bin Ibrahim Al-Khalifa.
Casado con Rym Brahimi, hija de Lajdar Brahimi. Tienen un hijo y una hija.

## Títulos y tratamientos
| ● 23 de diciembre de 1975-presente: | Su alteza real el príncipe Ali de Jordania |

## Ancestros
|  |                                                                    |  |  |  |  |  |  |  |  |  |  |  |  |  |  |  |
|  | 16. Hussein bin Ali Al-Hashemi, Rey del Hiyaz y Jerife de La Meca  |  |  |  |  |  |  |  |  |  |  |  |  |  |  |  |
|  |                                                                    |  |  |  |  |  |  |  |  |  |  |  |  |  |  |  |
|  |                                                                    |  |  |  |  |  |  |  |  |  |  |  |  |  |  |  |
|  | 8. Rey Abdalá I de Jordania                                        |  |  |  |  |  |  |  |  |  |  |  |  |  |  |  |
|  |                                                                    |  |  |  |  |  |  |  |  |  |  |  |  |  |  |  |
|  |                                                                    |  |  |  |  |  |  |  |  |  |  |  |  |  |  |  |
|  | 17. Abdiya bint 'Abdu'llah, Jerifa de La Meca                      |  |  |  |  |  |  |  |  |  |  |  |  |  |  |  |
|  |                                                                    |  |  |  |  |  |  |  |  |  |  |  |  |  |  |  |
|  |                                                                    |  |  |  |  |  |  |  |  |  |  |  |  |  |  |  |
|  | 4. Rey Talal I de Jordania                                         |  |  |  |  |  |  |  |  |  |  |  |  |  |  |  |
|  |                                                                    |  |  |  |  |  |  |  |  |  |  |  |  |  |  |  |
|  |                                                                    |  |  |  |  |  |  |  |  |  |  |  |  |  |  |  |
|  | 18. Nasser bin 'Ali Pasha, Jerife de La Meca                       |  |  |  |  |  |  |  |  |  |  |  |  |  |  |  |
|  |                                                                    |  |  |  |  |  |  |  |  |  |  |  |  |  |  |  |
|  |                                                                    |  |  |  |  |  |  |  |  |  |  |  |  |  |  |  |
|  | 9. Musbah bint Nasser, Jerifa de La Meca                           |  |  |  |  |  |  |  |  |  |  |  |  |  |  |  |
|  |                                                                    |  |  |  |  |  |  |  |  |  |  |  |  |  |  |  |
|  |                                                                    |  |  |  |  |  |  |  |  |  |  |  |  |  |  |  |
|  | 19. Dilber Khanum                                                  |  |  |  |  |  |  |  |  |  |  |  |  |  |  |  |
|  |                                                                    |  |  |  |  |  |  |  |  |  |  |  |  |  |  |  |
|  |                                                                    |  |  |  |  |  |  |  |  |  |  |  |  |  |  |  |
|  | 2. Rey Husein I de Jordania                                        |  |  |  |  |  |  |  |  |  |  |  |  |  |  |  |
|  |                                                                    |  |  |  |  |  |  |  |  |  |  |  |  |  |  |  |
|  |                                                                    |  |  |  |  |  |  |  |  |  |  |  |  |  |  |  |
|  | 20. Nasser bin 'Ali Pasha, Jerife de La Meca (= 18)                |  |  |  |  |  |  |  |  |  |  |  |  |  |  |  |
|  |                                                                    |  |  |  |  |  |  |  |  |  |  |  |  |  |  |  |
|  |                                                                    |  |  |  |  |  |  |  |  |  |  |  |  |  |  |  |
|  | 10. Jamal 'Ali bin Nasser, Jerife de La Meca, Gobernador de Hauran |  |  |  |  |  |  |  |  |  |  |  |  |  |  |  |
|  |                                                                    |  |  |  |  |  |  |  |  |  |  |  |  |  |  |  |
|  |                                                                    |  |  |  |  |  |  |  |  |  |  |  |  |  |  |  |
|  | 21. Dilber Khanum (= 19)                                           |  |  |  |  |  |  |  |  |  |  |  |  |  |  |  |
|  |                                                                    |  |  |  |  |  |  |  |  |  |  |  |  |  |  |  |
|  |                                                                    |  |  |  |  |  |  |  |  |  |  |  |  |  |  |  |
|  | 5. Zein bint Jamal 'Ali, Jerifa de La Meca                         |  |  |  |  |  |  |  |  |  |  |  |  |  |  |  |
|  |                                                                    |  |  |  |  |  |  |  |  |  |  |  |  |  |  |  |
|  |                                                                    |  |  |  |  |  |  |  |  |  |  |  |  |  |  |  |
|  | 22. Shakir Pasha, Gobernador de Chipre                             |  |  |  |  |  |  |  |  |  |  |  |  |  |  |  |
|  |                                                                    |  |  |  |  |  |  |  |  |  |  |  |  |  |  |  |
|  |                                                                    |  |  |  |  |  |  |  |  |  |  |  |  |  |  |  |
|  | 11. Wijdan Shakir Pasha                                            |  |  |  |  |  |  |  |  |  |  |  |  |  |  |  |
|  |                                                                    |  |  |  |  |  |  |  |  |  |  |  |  |  |  |  |
|  |                                                                    |  |  |  |  |  |  |  |  |  |  |  |  |  |  |  |
|  | 1. Príncipe Alí de Jordania                                        |  |  |  |  |  |  |  |  |  |  |  |  |  |  |  |
|  |                                                                    |  |  |  |  |  |  |  |  |  |  |  |  |  |  |  |
|  |                                                                    |  |  |  |  |  |  |  |  |  |  |  |  |  |  |  |
|  | 6. Sayyid Bahauddin Toukan                                         |  |  |  |  |  |  |  |  |  |  |  |  |  |  |  |
|  |                                                                    |  |  |  |  |  |  |  |  |  |  |  |  |  |  |  |
|  |                                                                    |  |  |  |  |  |  |  |  |  |  |  |  |  |  |  |
|  | 3. Alia Bahauddin Toukan                                           |  |  |  |  |  |  |  |  |  |  |  |  |  |  |  |
|  |                                                                    |  |  |  |  |  |  |  |  |  |  |  |  |  |  |  |
|  |                                                                    |  |  |  |  |  |  |  |  |  |  |  |  |  |  |  |
|  | 7. Hanan Hashim                                                    |  |  |  |  |  |  |  |  |  |  |  |  |  |  |  |
|  |                                                                    |  |  |  |  |  |  |  |  |  |  |  |  |  |  |  |
|  |                                                                    |  |  |  |  |  |  |  |  |  |  |  |  |  |  |  |